# Marthe Duvivier
Marthe Louise Ernestine Duvivier (París, 27 d'abril de 1850 – París, 28 de maig de 1933) fou una mezzosoprano operística francesa.

## Biografia
Marthe Duvivier va estudiar al Conservatori de Paris, on va rebre un primer premi com a mezzosoprano.
El 19 de desembre de 1881 va estrenar el paper de Salomé de l'òpera Hérodiade de Jules Massenet al teatre La Monnaie de Brussel·les. Va debutar a l'Òpera de París el 20 de juny de 1883, fent el paper de Valentine de Les Huguenots de Giacomo Meyerbeer.
El seu repertori va incloure també L'Africaine, en el paper de Selika, Berthe de Le prophète, Ortrud de Lohengrin de Richard Wagner, Inez de La favorita de Gaetano Donizetti, Leonora de Il trovatore de Giuseppe Verdi, Marguerite de La damnation de Faust d'Hector Berlioz, i Margherita de Mefistofele d'Arrigo Boito. A banda de les òperes, va cantar música de la compositora Augusta Holmès. Massenet va parlar del seu "talent, reputació, i bellesa".
A més de a París i a Brussel·les, va cantar també a Nantes i a Barcelona.
Al Gran Teatre del Liceu va cantar a la temporada 1885-1886 les òperes La Gioconda d'Amilcare Ponchielli, a partir del 29 d'octubre de 1885, La favorita de Donizetti, a partir del 12 de novembre, i Il vascello fantasma (Der fliegende Holländer) de Richard Wagner, a partir del 12 de desembre.
Es va casar amb un inventor i va tenir una filla, Marguerite, mare de l'arqueòleg Max Mallowan, que fou el segon marit de la novel·lista britànica Agatha Christie.
Va traduir novel·les angleses al francès sota el pseudònim de Luce Gritte.